# Bonaventura Di Bello
Bonaventura Di Bello (Centola, 26 aprile 1963) è un autore di videogiochi e scrittore italiano di informatica divulgativa.
Prolifico autore italiano di avventure testuali, racconti interattivi in cui l'utente immette via tastiera le istruzioni per far proseguire la storia, divenne in seguito un'importante figura dell'editoria specializzata dei videogiochi in Italia.

## Biografia

### Sviluppo di videogiochi
Di Bello racconta che nei primi anni '80 era un possessore di ZX Spectrum, e quando comprò l'espansione di memoria dal modello 16k al 48k, il negoziante doveva dargli anche un gioco per 48k, ma gli rifilò un'avventura testuale in inglese per 16k, Planet of Death. Fu quello il suo primo incontro con questo genere di videogiochi. Se ne appassionò e volle provare a crearne di proprie, in italiano (all'epoca le avventure per Spectrum erano solo in inglese).
Come software di sviluppo per ZX Spectrum c'erano The Graphic Adventure Creator e The Dungeon Builder, ma poi apprezzò e utilizzò The Quill, al quale aggiungeva la grafica vettoriale con il programma abbinato The Illustrator.
La sua prima avventura pubblicata è Dimensione sconosciuta. Nota agli appassionati italiani, ha un'ambientazione onirica e parla di un personaggio che si ritrova improvvisamente in una dimensione di cui non capisce il significato. Di Bello la mandò a un concorso della rivista con cassetta Load 'n' Run, e nel frattempo la diede anche a un pirata solo per farla divulgare, senza chiedergli un compenso. Il pirata lo mise in contatto con un editore di riviste di avventure che conosceva.
Così Di Bello fu ingaggiato da Edizioni Hobby s.r.l. di Milano per la realizzazione di tre giochi d'avventura al mese per ZX Spectrum, che vennero allegati alle riviste con cassetta Epic 3000, poi rimpiazzata da Viking, ed Explorer, uscite nel 1986-1987. Era accreditato anche come vicedirettore di Explorer e Viking.
Quando iniziò a collaborare con l'editore, si era già formato un mercato fiorente di avventure testuali italiane, che durò circa un anno o più.
Dimensione sconosciuta non fu ammessa al concorso di Load 'n' Run, ma l'editore la trovò meritevole di pubblicazione e la fece uscire sulla rivista molto tempo dopo, ad aprile 1987, retribuendo l'autore con circa 200.000 lire.
Di Bello ha scritto circa 74 avventure per ZX Spectrum, in parte convertite da lui anche per gli altri home computer a 8 bit Commodore 64 e MSX. Le versioni per MSX (per il quale non era disponibile The Quill), prive di grafica, venivano convertite da Di Bello nel linguaggio BASIC della piattaforma con una routine riprogrammata a partire da un famoso codice detto "modulo" scritto da Enrico Colombini, il primo autore di avventure testuali in Italia.
Diverse avventure di Di Bello sono accreditate come copyright all'azienda Brainstorm Enterprise snc.
Alcune delle avventure di Bonaventura per la collana Explorer sono state realizzate in collaborazione con Gianpaolo Gentili.
Come autore di avventure testuali, la predilezione di Bonaventura di Bello risiede nelle atmosfere alienanti e misteriose di matrice surreale, benché la sua produzione spaziasse attraverso numerosi contesti e ambientazioni.

### Editoria
Dopo il periodo come programmatore per la Edizioni Hobby, Di Bello divenne caporedattore prima di Zzap! e successivamente di The Games Machine, storiche riviste di videogiochi, entrambe nate come versioni italiane di riviste britanniche. All'epoca l'editore italiano delle due riviste era sempre la Edizioni Hobby e questo, insieme alla buona conoscenza dell'inglese, consentì a Di Bello di entrare nel ruolo. Quando la precedente squadra che si occupava di Zzap! lasciò l'incarico, la Hobby si rivolse a Di Bello, benché fosse totalmente novizio di desktop publishing e di direzione di una redazione.
Poiché non aveva il tesserino da giornalista, risultava come direttore esecutivo, ma in realtà si occupava di gran parte delle attività di creazione della rivista, almeno inizialmente, per poi gestire una redazione da lui progressivamente reclutata.
In seguito, per motivi familiari, Di Bello lasciò Milano e la direzione di The Games Machine per tornare nel nativo Cilento. Abbandonò anche il settore videogiochi per passare all'informatica applicativa, dal punto di vista divulgativo e didattico, occupandosi di riviste e pubblicazioni multimediali.
Dal 1994 diresse la rivista cartacea GigaByte, dal 1995 le prime riviste multimediali italiane in formato digitale su CD (MacPower Interactive e PC-ROM Interactive) e in seguito gestì un blog sulla tecnologia mobile.
Dal 2002 circa ha diretto la redazione informatica dell'editrice Play Press Publishing.
Nel 1995 pubblica il suo primo libro, Internet Tour '95, dedicato a Internet nel periodo iniziale della sua espansione in Italia, seguito nel 2011 da Webmaster con WordPress, titolo che inaugura una serie di manuali dedicati a WordPress pubblicati con l'editore Hoepli, l'ultimo dei quali nella collana For Dummies, serie in cui l'autore ha pubblicato nel 2020 anche un manuale dedicato al linguaggio Python.

## Videogiochi
Tutti i giochi sviluppati sono avventure testuali.
- Dimensione sconosciuta (collana Load 'n' Run, 1985[16])
- Amos Newton - Mente Aliena (parte I) (collana Explorer, 1986)
- Roger Barrow - Il Triangolo Maledetto (Orrenda Scoperta - Parte I) (collana Explorer, 1986)
- Terry Jones – L'Occhio del Condor (Furto al Museo - Parte I) (collana Explorer, 1986)
- Amos Newton - Mente Aliena (Solo Contro Tutti - Parte II) (collana Explorer, 1986)
- Clive Sullivan - N.N. dal Campo Base (collana Explorer, 1986)
- Terry Jones – L'Occhio del Condor (Il Tempio - Parte II) (collana Explorer, 1986)
- Frank “Hero” Russel - Unico Sopravvissuto (collana Explorer, 1987)
- Nigel Stevenson - La Rosa Scarlatta (collana Explorer, 1987)
- Roger Barrow - Il Triangolo Maledetto (Missione Finale - Parte II) (collana Explorer, 1987)
- Murray Shannon - I Semi del Male (collana Viking, 1987)
- Roy Norton - Terrore al Castello (collana Viking, 1987)
- Ted Barret - Naufragio (collana Viking, 1987)
- Frank “Hero” Russell - Nel Campo Nemico (collana Explorer, 1987)
- Magnus Tanner - Dov'è Mark Williams? (collana Explorer, 1987)
- Nigel Stevenson - La Valle Incantata (collana Explorer, 1987)
- Dick Ironside - Attacco al Bunker (collana Viking, 1987)
- Morgan Tyler - Il Pianeta Maledetto (collana Viking, 1987)
- Yarhko - Il Cobra di Cristallo (collana Viking, 1987)
- Douglas Perkins - Computer Killer (collana Explorer, 1987)
- Magnus Tanner - Virus Delta II (Ultimo Atto) (collana Explorer, 1987)
- Phebos - Mythos (collana Explorer, 1987)
- Douglas Perkins - Ghost City (collana Viking, 1987)
- Orson Powell - Lycanthropus (collana Viking, 1987)
- Ivan Turkjeff - L'oro dello Zar (collana Viking, 1987)
- Kurt Warren - Missione a Bangkok (collana Explorer, 1987)
- Roy Norton - I Misteri di Villa Parson (collana Explorer, 1987)
- Trevor Scott - L'Isola della Paura (collana Explorer, 1987)
- Dick Ironside - Bronx (collana Viking, 1987)
- Nigel Stevenson - La Legge di Thorus (collana Viking, 1987)
- Morgan Tyler - Star Plague (collana Viking, 1987)
- Kenneth Johnson - Wild West (collana Explorer, 1987)
- Morgan Tyler - Eclypse (collana Explorer, 1987)
- Roy Norton - Fuga nel Tempo (collana Explorer, 1987)
- Harry l'Hippy - Easy Rider (collana Viking, 1987)
- Trevor Scott - L'idolo di Smeraldo (collana Viking, 1987)
- Kenneth Johnson - Tin Star (collana Viking, 1987)
- Amos Newton - Incubo (collana Explorer, 1987)
- Dick Ironside - Underground Killers (collana Explorer, 1987)
- Murray Shannon - L'Orrore di Goldmine City (collana Explorer, 1987)
- Terry Jones - Montezuma (collana Viking, 1987)
- Dick Ironside - Progetto Atlantide (collana Viking, 1987)
- Yarkho - Il segreto di Obnyr (collana Viking, 1987)
- Gordon Smith - Metal Crunchers (collana Explorer, 1987)
- Jeff Waldon - Green Dimension (collana Explorer, 1987)
- Morgan Tyler - Naufragio su Guyot (collana Explorer, 1987)
- Ted Barret - Lager (collana Viking, 1987)
- Clive Sullivan - Libertador (collana Viking, 1987)
- Morris Weaver - Vuoto Mentale (collana Viking, 1987)
- Charles Bryan - Prigioniero del Futuro (collana Explorer, 1987)
- Elrick - Il Ladro di Camelot (collana Explorer, 1987)
- Jeff Weyss - Moonbase Delta (collana Explorer, 1987)
- Alan Simmons - Bucaneer (collana Viking, 1987)
- Jonathan Thompson - Oregon (collana Viking, 1987)
- Harry O'Hara - Spectral House (collana Viking, 1987)
- Burt Everett - Primo Caso (collana Explorer, 1987)
- Kim O'Bryan - Professione Spia (collana Explorer, 1987)
- Lucius - Aut Caesar... (collana Explorer, 1987)
- Ken Richards - L'ira di Anubi (collana Viking, 1987)
- Johnny Parker - L'ombra di Garmon (collana Viking, 1987)
- Zoran il Guerriero - Quinta Dimensione (collana Viking, 1987)
- Kenneth Johnson - Desperados (collana Explorer, 1987)
- Roy Norton - Missione Mistero (collana Explorer, 1987)
- Zoram il Guerriero - La Prova (collana Explorer, 1987)
- Dick Ironside - Bronx II (collana Viking, 1987)
- Antropos - Homo Sapiens (collana Viking, 1987)
- Argon - Orrore a Providence (collana Viking, 1987)
- Nigel Stevenson - Nel regno di Ghorr (collana Viking, 1987)
- Terry Jones - L'Oro dei Chibcha (collana Viking, 1987)
- Morgan Tyler - Street Trooper (collana Viking, 1987)
- Jonathan Brown - Déjà vu (OldGamesItalia, 2018)[17]

## Opere
Libri pubblicati come autore (dove non diversamente specificato):
- Internet Tour '95, Milano, Xenia, 1995
- (curatore) Diventa esperto di fotografia digitale: scatta ed elabora le tue immagini con il Mac, Milano, Future Media Italy, 2007
- Internet per la scuola, Vallardi, 2008
- Webmaster con WordPress, Milano, Hoepli, 2011
- Guadagnare su Internet con WordPress, Milano, Hoepli, 2012
- WordPress: la guida completa, Milano, Hoepli, 2014
- E-Commerce con WordPress e Woocommerce, Milano, Hoepli, 2015
- (curatore) Rendite passive: guadagnare senza lavorare... o quasi, Tricase, Youcantprint, 2015
- Blogging professionale con WordPress, Milano, Hoepli, 2016
- SEO & Social per Wordpress, Milano, Hoepli, 2016
- WordPress plugin: guida completa, Tricase, Youcantprint, 2017
- Wordpress for dummies, Milano, Hoepli, 2019
- Programmare con Python for dummies, Milano, Hoepli, 2020